# Street Songs
Street Songs är ett musikalbum av Rick James som lanserades i april 1981 på skivbolaget Motowns underetikett Gordy Records. Skivan tillhör James mest framgångsrika och innehåller hans kändaste låt "Super Freak". Även låtarna "Give It to Me Baby" och "Ghetto Life" blev relativt framgångsrika som singlar i USA. James komponerade alla låtar på albumet själv utom "Super Freak" som han skrev med Alonzo Miller.

## Låtlista
1. "Give It to Me Baby" - 4:08
2. "Ghetto Life" - 4:20
3. "Make Love to Me" - 4:48
4. "Mr. Policeman" - 4:17
5. "Super Freak" - 3:24
6. "Fire and Desire" (duett med Teena Marie) - 7:17
7. "Call Me Up" - 3:53
8. "Below the Funk (Pass the J)" - 2:36

## Listplaceringar
- Billboard 200, USA: #3[1]